# Campanula engurensis
Campanula engurensis är en klockväxtart som beskrevs av Anna Lukianovna Kharadze. Campanula engurensis ingår i släktet blåklockor, och familjen klockväxter. Inga underarter finns listade i Catalogue of Life.